# Москвич (футбольный клуб)
«Москви́ч» — советский и российский футбольный клуб из Москвы. Основан не позднее 1967 года.
Команда была восстановлена в 2015 году как клуб ветеранов футбола. Была заявлена в ЛФЛ. Известные игроки — Александр Мостовой, Евгений Алдонин, Эрик Корчагин, Дмитрий Хлестов.

## Названия
- 1967—1994, 1999—н. в. — «Москвич»;
- 1995—1998 — «Москвич-Алеко».

## Достижения
- Во второй лиге СССР — 10-е место (в зональном турнире РСФСР класса «Б» 1969 год).

## Результаты выступлений
| Сезон     | Турнир                                                                  | Достижение |
| --------- | ----------------------------------------------------------------------- | ---------- |
| 1967      | Чемпионат Москвы 1967, 3 группа                                         | ?-е место  |
| 1968      | Чемпионат Москвы 1968, 2 группа                                         | ?-е место  |
| 1969      | Чемпионат СССР 1969, класс «Б», 7 зона РСФСР                            | 10-е место |
| 1969      | Чемпионат Москвы 1969, 2 группа                                         | 10-е место |
| 1972—1977 | Чемпионат Москвы, 1 группа                                              | ?-е место  |
| 1978      | Чемпионат СССР, Вторая лига, 1-я зона                                   | 21-е место |
| 1979      | Чемпионат СССР, Вторая лига, 1-я зона                                   | 11-е место |
| 1980      | Чемпионат СССР, Вторая лига, 1-я зона                                   | 12-е место |
| 1981      | Чемпионат СССР, Вторая лига, 1-я зона                                   | 14-е место |
| 1982      | Чемпионат СССР, Вторая лига, 1-я зона                                   | 12-е место |
| 1983—1989 | Чемпионат Москвы, 1 группа                                              | ?-е место  |
| 1994      | Чемпионат России среди любителей, зона «Центр», группа «Б»              | 5-е место  |
| 1995      | Чемпионат России среди любителей, зона «Центр», группа «А»              | 3-е место  |
| 1995      | Кубок России среди любителей, 2 зона                                    | 1/2        |
| 1996      | Чемпионат России среди любителей, зона «Центр», Подмосковье, группа «Б» | 1-е место  |
| 1996      | Чемпионат России среди любителей, зона «Центр», финал                   | 2-е место  |
| 1997      | Чемпионат России среди любителей, зона «Центр», группа «Б»              | 5-е место  |
| 1998      | Чемпионат России среди любителей, зона «Центр», группа «А»              | 4-е место  |
| 1999      | Чемпионат России среди любителей, зона «Центр», группа «А»              | 7-е место  |